# SYR2: Slaapkamers met Slagroom
Albums de Sonic Youth
SYR1: Anagrama
(1997) SYR3: Invito al Ĉielo
(1998)
SYR2: Slaapkamers met Slagroom est un EP du groupe Sonic Youth publié en 1997.
C'est le second volet de la série SYR du groupe. Le disque est un peu plus long que le premier (28:36 en tout), mais le premier morceau dure à lui seul près de 20 minutes. Sa couleur est le bleu, sa langue est le néerlandais. Contrairement au premier, il contient du chant (Kim Gordon, notamment sur la dernière piste), mais le style des morceaux reste similaire. On retrouve dans le morceau éponyme, Slaapkamers met Slagroom, des structures du morceau The Ineffable Me, extrait de l'album A Thousand Leaves.

## Titres
1. Slaapkamers Met Slagroom - 17:44
2. Stil - 7:24
3. Herinneringen - 3:28